# Martine Moïse
Martine Marie Étienne Moïse (Puerto Príncipe, 5 de junio de 1974) es una política haitiana. Fue la primera dama de Haití de 2017 a 2021 tras el asesinato de su esposo, el entonces presidente Jovenel Moïse.

## Biografía
Moïse nació Martine Marie Étienne Joseph el 5 de junio de 1974, en Puerto Príncipe, Haití. Completó sus estudios de primaria y secundaria en la escuela Roger Anglade en Port-au-Prince en 1993. Luego recibió un título en estudios de interpretación en la Universidad de Quisqueya en 1997.
Conoció a su futuro esposo, Jovenel Moïse, mientras ambos eran estudiantes en la Universidad de Quisqueya. La pareja se casó en 1996. Más tarde ese mismo año, Moïse y su esposo se mudaron a Port-de-Paix, departamento de Nord-Ouest, con la intención de trabajar en el desarrollo rural. 
Durante su mandato como primera dama, Moïse se desempeñó como presidenta de Fondasyon Klere Ayiti, una organización de desarrollo comunitario centrada en la educación cívica y los problemas de la mujer. En octubre de 2017, se convirtió en presidenta de coordinación del Fondo Mundial en Haití - CCM, que tiene como objetivo aliviar el VIH / SIDA, la malaria y otras enfermedades de salud pública en Haití. Moïse también abogó por nuevas inversiones en la industria de artes y artesanías de Haití en un esfuerzo por impulsar a los artesanos locales.

### Ataque
El 7 de julio de 2021, el presidente Jovenel Moïse fue asesinado, mientras que ella recibió un disparo y resultó gravemente herida durante un ataque a su residencia en Pétion-Ville. Moïse fue hospitalizada en el Hospital General de Puerto Príncipe tras el ataque. La llevaron a Miami la tarde del 7 de julio de 2021 para recibir tratamiento adicional y su ambulancia aérea aterrizó en Fort Lauderdale, Florida. El 17 de julio de 2021, ya recuperada llegó a su natal Haití a darle cristiana sepultura a su esposo.
El 19 de febrero de 2024, Moïse fue acusada de presunta complicidad en el asesinato de su marido. Claude Joseph y el exjefe de policía Léon Charles también fueron acusados, y Charles fue acusado de presunto asesinato.